# Gustav Jaenecke
Gustav Jaenecke (22. května 1908 Charlottenburg, Německo – 30. května 1985 Bonn, Spolková republika Německo) byl německý hokejista, dlouholetý reprezentant a držitel několika medailí ze světových turnajů. Byl také výborným tenistou.

## Hokejová kariéra
Aktivně hrával v letech 1923 až 1951, působil v klubech Berliner SC, SC Brandenburg Berlin a SC Riessersee. Celkem třináctkrát se stal mistrem německé hokejové ligy. V německé reprezentaci hrával v letech 1928 až 1939 a v během svého působení vstřelil čtvrtinu gólů národního týmu. Účastnil se deseti mistrovství světa a přispěl k zisku tří medailí pro Německo - stříbra v roce 1930 a dvou bronzů v letech 1932 a 1934. Šampionát v roce 1932 byl hrán jako součást Zimních olympijských her a bronz byl tedy současně medailí olympijskou. Reprezentoval také na olympijských hrách v letech 1928 a 1936. V roce 1998 byl posmrtně uveden do Síně slávy Mezinárodní hokejové federace.

## Tenisová kariéra
Zvítězil na německém mistrovství v roce 1932 a reprezentoval svoji zemi v Davis Cupu. Jistou dobu byl ve čtyřhře partnerem Gottfrieda von Cramma, trojnásobného finalisty Wimbledonu.